# 博爾格納赫河
47°30′11″N 9°55′13″E / 47.50306°N 9.92028°E

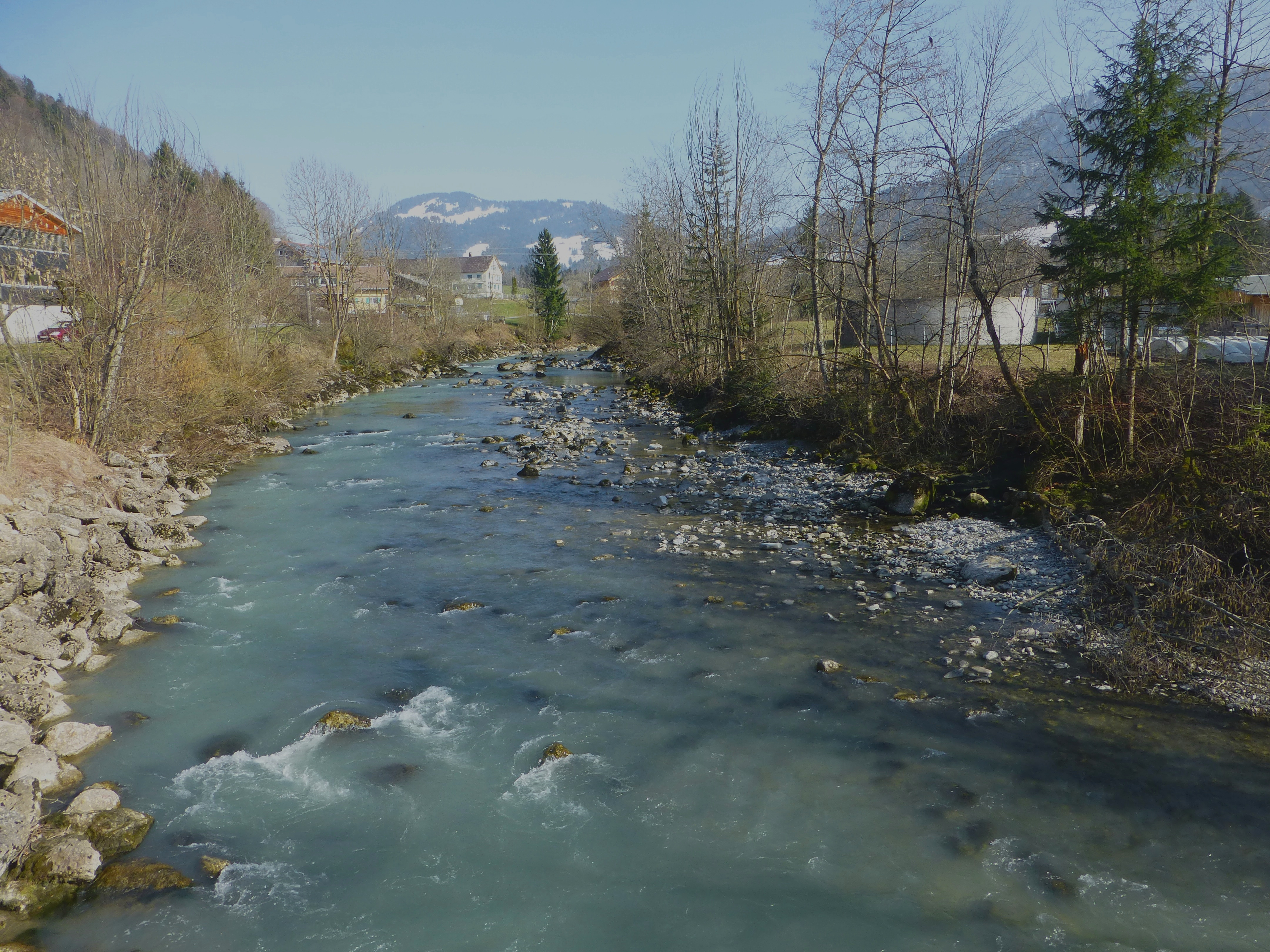

博爾格納赫河（德語：Bolgenach），是德國的河流，位於該國東南部，由巴伐利亞負責管轄，屬於魏薩赫河的左支流，河道全長29.9公里，流域面積96.8平方公里。